# Johannes van den Brink
Johannes Antonius Hendrikus van den Brink (* 4. Februar 1865 in Breda; † 6. Februar 1933 in Den Haag) war ein niederländischer Autor, Kaplan, Mitglied des Gemeinderates der Stadt Breda, Priester und antiautoritärer Sozialist.

## Leben
Johannes van den Brink studierte Philosophie und Theologie und empfing die Priesterweihe in den Niederlanden (Datum nicht bekannt). Aufgrund seiner erfolgreichen Studienresultate wurde er nach Rom gesandt, um dort weiter zu studieren. In Rom lernte er Papst Leo XIII. näher kennen und hatte zeitweise eine große Bewunderung für ihn. Leo XIII. nahm  Anteilnahme an sozialen Fragen, deshalb wurde er „Arbeiterpapst“ genannt.
Um 1893 kehrte van den Brink in die Niederlande zurück und war als Kaplan in verschiedenen Städten sowie kurze Zeit in Brasilien tätig. Van den Brink interessierte sich für die sozialen Umstände seiner Zeit und beschäftigte sich mit der Lektüre von Karl Marx, Charles Fourier und  M.A. Bakunin. Die Broschüre De Sociaal-Democratie en Waarom, hoe en waarmee zij bestreden wordt (Eindhoven 1904) (Die Sozialdemokratie und warum, wie und womit sie angefochten werden kann) des römisch-katholischen Sozialdemokraten Jan Jansen leitete van den Brink zum Sozialismus.
Johannes van den Brink gehörte zu den Personen des christlichen Glaubens, die das Christentum mit sozialistischen und anarchistischen Ideen in Zusammenhang brachten, sie bekamen allgemein den Namen rode Dominee („roter Pfarrer“). So gab es zum Beispiel in der Provinz Friesland um 1932 siebzehn „sozialistische Pfarrer“, wovon vierzehn Mitglied der Sociaal-Democratische Arbeiderspartij („Sozialdemokratische Arbeiterpartei“; SDAP) waren. Die „roten Pfarrer“ trugen viel dazu bei, dass die Unterschiede zwischen dem christlichen Glauben, der Arbeiterbewegung, dem Sozialismus und dem Anarchismus, überbrückt wurden.
Seine sozialistische Auffassung wurde dem Bischof bekannt und dieser verbot ihm, die Heilige Messe zu lesen. Van den Brink akzeptierte die Suspension des Bischofs nicht und legte Berufung bei Papst Leo XIII. ein. Solange dieser die Suspendierung nicht bestätigt habe, wolle er weiterhin das Priesteramt ausüben und blieb auch in Priesterkleidung gewandet.
Brinks sozialistische Weltanschauung führte zu einer zu massiven ablehnenden Reaktion ihm gegenüber von einem Teil des Bürgertums, der Geistlichkeit und der Presse. Seine Argumente für den Sozialismus veröffentlichte er in der Broschüre De groote vraag (Die große Frage. Dordrecht 1904). Seine Stellungnahme beschrieb er mit den Worten, dass der Sozialismus die Antwort sei auf den menschenunwürdigen Kapitalismus. Deshalb wurde er  als „abtrünniger Priester“ (afvallige priester) kritisiert.
1905 wurde er Mitglied der Sociaal-Democratische Arbeiderspartei (Sozialdemokratische Arbeiterpartei; SDAP) und unternahm im gleichen Jahr auf Wunsch der SDAP-Leitung Propagandareisen durch die Niederlande (die SDAP bestand von 1894 bis 1946 und fusionierte 1946 mit der PvdA).
1907 ließ er sich als Kandidat für die Gemeinderatswahlen aufstellen und errang einen Sitz („Zetel“) in Breda in der Provinz Nordbrabant. Er war damit das erste sozialistische Mitglied des Gemeinderates. Van den Brink gab die wöchentlich erschienene Zeitschrift „De Bredasche Klok“ heraus. Im Gemeinderat war der „rote Pfarrer“  in einer isolierten Position, da er für mehr Offenheit und mehr Demokratie eintrat sowie für seine sozialistische Weltanschauung Propaganda machte. Zu dieser Zeit begann van den Brink die institutionalisierte Kirche und den Gottesdienst schärfer zu kritisieren, da er beide als Gefahr für die Menschheit und den gesellschaftlichen Fortschritt ansah. Konsequenterweise nahm er Abstand von der Kirche und dem christlichen Glauben.
Ab 1910 hielt er Lesungen für die Freidenker-Vereinigung „De Dageraad“. Van den Brink kritisierte weiterhin bei Lesungen und in Broschüren die römisch-katholische Kirche. Seine Bedeutung und Aktivität als Dissident innerhalb der katholischen Kirche war der Durchbruch der sozialistischen Entwicklung im Süden der Niederlande, besonders in Noord-Brabant, Breda und der Provinz Limburg.
Johannes van den Brink war verheiratet mit Maria Jacoba Hendrika Mumsen. Die Ehe blieb kinderlos.

## Veröffentlichungen (Auswahl)
- „De groote vraag“, Uitgeverij De Eendracht 1904
- De suggestie in de Roomsche kerk. Amsterdam 1912
- Priester-rechter (het motu proprio). Amsterdam 1912
- De pauseljke onfeilbaarheid. Amsterdam 1912